# Sciara opposita
Sciara opposita är en tvåvingeart som beskrevs av Enrico Adelelmo Brunetti 1912. Sciara opposita ingår i släktet Sciara och familjen sorgmyggor. Inga underarter finns listade i Catalogue of Life.